# Hennediella
Hennediella là một chi rêu trong họ Pottiaceae.